# Pecserszka lavra
A Kijevi barlangkolostor vagy Pecserszka lavra (ukránul: Печерська лавра) ortodox barlangkolostor, lavra Kijev Pecserszk városrészében, a Dnyeper partján. A Kijevi Rusz idejében az ortodox egyház egyik fontos központja volt. Az ukrán ortodox egyház (Moszkvai Patriarchátus) fejének, Volodimir metropolitának a székhelye.
1051-ben, Bölcs Jaroszlav uralkodása idején alapította két szerzetes, Antonyij és Feodoszij.
A kolostor létrejöttével az újonnan létrejött keresztény vallás elterjedt az egész Kijevi Ruszban és ez Kijevet vallási központtá emelte az ortodox keresztények számára. A szerzetesek itt a barlangokban imádkoztak, éltek és temetkeztek. A barlangok hideg és nedves klímája lehetővé tette a testeknek a természetes mumifikációját. Ez a jelenség tovább növelte a kolostor hírnevét. A szerzetesek testei szinte tökéletes állapotban fennmaradtak napjainkig.
A kolostor terület 28 ha, amely nem tartalmazza a templomokat, a tornyokat és a földalatti barlangrendszert. Nyitva: 8-20. Belépő: 50 hrivnya.(2012). A legközelebbi metrómegálló az Arszenalna.
1990-ben az UNESCO a Szent Szófia-székesegyházzal együtt a Pecserszka lavrát felvette a világörökségi listára. 2007-ben Ukrajna hét csodájának egyike lett. A 2022-ben kezdődő orosz–ukrán háború miatt a helyszín 2023-ban felkerült a veszélyeztetett világörökségi helyszínek listájára.
A Pecserszka lavrát két kolostor alkotja: a Felső lavra és az Alsó lavra.

## Felső lavra
A Felső lavra területe állami tulajdonban van, az ott található épületek többségében múzeumoknak és kiállítótermeknek adnak helyet.

## Alsó lavra
Az Alsó lavra az ukrán ortodox egyház tulajdonában van, a területén lévő épületek vallási és egyházi célokat szolgálnak. Területe két részre oszlik: a Közeli Barlangok és a Távoli Barlangok.

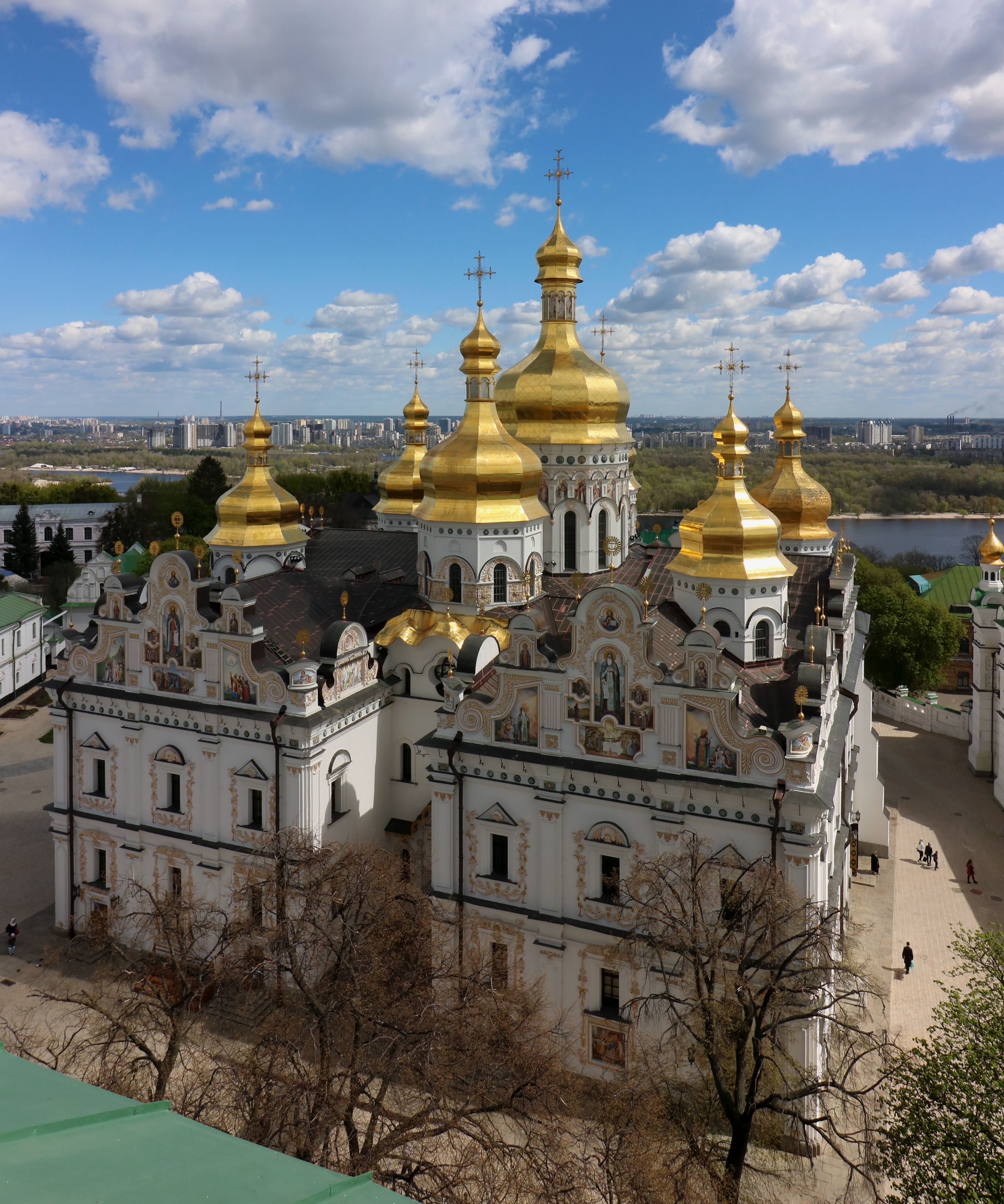
Pecserszka lavra – a Nagyboldogasszony székesegyház